# Fiori, fiori, fiori!
Fiori, fiori, fiori! è un cortometraggio italiano del 2020, scritto, prodotto, narrato e diretto da Luca Guadagnino e avente nel suo cast Maria Continella, Natalia Simeti, Claudio Gioè e David Kajganich.
La sua prima mondiale è avvenuta alla Mostra del Cinema di Venezia il 5 settembre 2020.

## Trama
Durante il blocco per la pandemia da Covid, il regista Luca Guadagnino, con l'aiuto di una piccola troupe, scende in Sicilia da Milano armato solo di smartphone e tablet, per bussare alle porte dei suoi amici d'infanzia e capire con loro come hanno vissuto questo momento eccezionale che ha unito il mondo intero.